# Meleon russata
Meleon russata là một loài nhện trong họ Salticidae.
Loài này thuộc chi Meleon. Meleon russata được Eugène Simon miêu tả năm 1900.